# Red Bull Sidrun
Red Bull Sidrun amatersko je kupališno natjecanje u vaterpolskoj viktoriji (vaterpolu na jedan gol) čije se prvo izdanje održalo 2013. godine. Organizator natjecanja je Red Bull, a ime natjecanja poteklo je od riječi sidrun, što je ustaljeni dubrovački naziv za vaterpolskog sidraša/centra.

## Povijest
Na prvom izdanju Red Bull Sidruna natjecale su se momčadi iz tri grada (Dubrovnika, Splita i Zadra). Nagrada za pobjedničku momčad je odlazak na utrku Formule 1 Hungaroring u Budimpeštu 28. srpnja 2013. Kvalifikacije za završni turnir koji se igrao u dubrovačkoj staroj gradskoj luci 13. srpnja igrale su se na plaži Danče u Dubrovniku 29. lipnja, na zapadnoj obali starog grada u Zadru 5. srpnja i na morskom bazenu na splitskom Poljudu 6. srpnja. Po dvije najbolje momčadi iz svakog grada plasirale su se na završni turnir. To su Betula i Doktori iz Dubrovnika, Bazen i Idassa iz Zadra i A di su ti ključi? i Bumbari iz Splita. U sklopu programa završnog turnira u dubrovačkoj staroj gradskoj luci bio je i ždrijeb za Divlju ligu 2013. Papiriće su izvlačili dubrovačko-neretvanski župan Nikola Dobroslavić, košarkaš Ante Tomić i hrvatski vaterpolski reprezentativni sidraš i kapetan dubrovačkog Juga Nikša Dobud. Na završnom turniru igrane su utakmice dviju skupina po tri momčadi, nakon čega su igrane utakmica za treće mjesto i završnica. U završnici je dubrovačka Betula pobijedila zadarski Bazen 4:2, dok je treće mjesto pripalo splitskoj momčadi A di su ti ključi? koja je zlatnim pogotkom pobijedila dubrovačke Doktore 2:1. Sastav pobjedničke momčadi Betule je sljedeći: Goran Milić, Niko Šalja, Đuro Musladin i Marko Iveković. Nakon turnira održan je after party u dubrovačkom disko klubu Revelin. Komentator na završnom turniru bio je Mario Petreković.
Godine 2014. na završnom turniru održanom u Zadru 30. kolovoza sudjelovalo je osam momčadi: Podrum (Dubrovnik), Kvarnerčić (Rijeka), Powerpuff girls (Šibenik), Kolpomorto (Zadar), Poseidon (Grčka), I Clanfadori (Italija), Kaposvár Hangover Eagles (Mađarska) i Monteniggersi (Crna Gora). Na golu su se izmjenjivali vratari hrvatske reprezentacije Frano Vićan i Josip Pavić. Prvo mjesto na zadarskom mulu osvojila je momčad Podrum iz Dubrovnika u sastavu Bruno Pavleković, Teo Bjelopera, Nikša Karač i Vlaho Primorac.
2015. godine na završnom turniru u Dubrovniku 12. rujna natjecali su se pobjednici četiri kvalifikacijska turnira (Volosko, Biograd, Šibenik i Dubrovnik) i najbolje momčadi iz Grčke, Crne Gore, Mađarske i Italije. Prvo mjesto osvojila je dubrovačka momčad Band of Brothers u sastavu Lukša Buconić, Orsat Buconić, Pavo Čučka i Jure Čučka.

### Pravila
Igra se tri na tri, odnosno dvije momčadi s tri igrača (+ 1 zamjena) igraju jedna protiv druge na jedan gol, vratar je nezavisan igrač (isključivo profesionalac). Vratari prvog izdanja bili su članovi profesionalnih hrvatskih vaterpolskih klubova (Juga, Mornara, Šibenika itd.). Nitko od prijavljenih igrača ne smije biti mlađi od 15 godina odnosno stariji od 55 godina. Igra se s loptom 5 na standardni gol. Pravo nastupa imaju svi građani Republike Hrvatske koji posljednje tri godine nisu nastupili za seniorsku momčad bilo koje vaterpolske lige pod Hrvatskim vaterpolskim savezom niti u bilo kojoj međunarodnoj ligi. Jedina iznimka od pravila bila je na prvom kvalifikacijskom turniru na Dančama kad je priliku dobila i jedna momčad iz Londona. Prvi pogodak u povijesti Red Bull Sidruna postigao je Londončanin protiv Orašca. Pobjednička momčad je ona koja prva dođe do 11 pogodaka. U slučaju da utakmica traje 15 minuta, pobjednička ekipa je ona koja se po isteku 15. minute nalazi u vodstvu. Ako je ishod po isteku 15. minute neriješen, igra se dodatne 3 minute te se po potrebi izvode peterci. Vrijeme za napad ograničeno je na 30 sekundi. Najmanja dopuštena udaljenost od vratara jest 2 metra. Loptu u teren ubacuje vratar okrenut leđima prema igračima. Nakon vratarevog izvođenja, najmanje dva igrača iz iste momčadi moraju dodirnuti loptu prije udarca na gol. U trenutku kad vratar dodirne loptu napad se prekida i lopta se ponovno izvodi. Ako se lopta odbije od stative ili prečke te se vrati u teren bez da ju je vratar dotaknuo, najmanje dva igrača iz iste ekipe moraju dodirnuti loptu prije udarca na gol. Ako lopta dodirne ili prijeđe poprječnu crtu terena, to je korner. Nakon tri kornera slijedi peterac. Ako lopta nakon bloka obrambenog igrača dodirne poprječnu liniju terena, nije korner. Sudac ima pravo isključiti igrače koji se ne drže pravila. Ako dođe do isključenja, igrač mora dodirnuti označeno mjesto na poprječnoj crti terena te se odmah može vratiti u igru. Broj isključenja nije ograničen, ali postoji isključenje s pravom zamjene za pretjerano agresivne igrače. Svi igrači su obvezni igrati u kupaćim gaćicama i s vaterpolskom kapicom. Nesportsko ponašanje kažnjava se isključenjem iz natjecanja.

## Dosadašnji pobjednici
| Godina | Prvak                        | Drugi                              | Treći                      |
| 2013.  | Betula (Dubrovnik)           | Bazen (Zadar)                      | A di su ti ključi? (Split) |
| 2014.  | Podrum (Dubrovnik)           | Powerpuff Girls (Šibenik)          | Poseidon (Grčka)           |
| 2015.  | Band of Brothers (Dubrovnik) | Restoran Rea (Biograd)             | Kvarnerčić (Volosko)       |
| 2016.  | Dugi Rat (Split)             | Konoba Kojo (Šibenik)              | Manjci (Dubrovnik)         |
| 2018.  | Zale Šampion (Igrane)        | Tradicionalno neugodni (Dubrovnik) | Konoba Kojo (Šibenik)      |

| Grad      | Zlato | Srebro | Bronca | Ukupno |
| --------- | ----- | ------ | ------ | ------ |
| Dubrovnik | 3     | 1      | 1      | 5      |
| Split     | 1     | 0      | 1      | 2      |
| Igrane    | 1     | 0      | 0      | 1      |
| Šibenik   | 0     | 1      | 1      | 2      |
| Biograd   | 0     | 1      | 0      | 1      |
| Zadar     | 0     | 1      | 0      | 1      |
| Volosko   | 0     | 0      | 1      | 1      |
| (Grčka)   | 0     | 0      | 1      | 1      |

## Vanjske poveznice
- Službena stranica